# Bernard Charbonneau
Bernard Charbonneau (Bordeaux, 28 novembre 1910 – Saint-Palais, 28 aprile 1996) è stato un filosofo, insegnante e storico francese.

## Biografia
Dopo gli studi liceali e la laurea in Storia all'Università di Bordeaux, nel 1935 è insegnante a Bayonne, dove fonda dei «circoli di stampa» e dei gruppi di discussione con alcuni amici, in particolare con Jacques Ellul, che hanno per tema soprattutto i cambiamenti arrecati nella società e nell'ambiente dal progresso scientifico e tecnico.
Nel 1932 era stata fondata la rivista Esprit da Emmanuel Mounier, così che il gruppo di Charbonnier ed Ellul divenne il «Gruppo personalista del Sud-Ovest» e si unì al movimento di Mounier ma, anche convinto della necessità di non separare pensiero e azione, Charbonneau organizzò con gli amici esplorazioni nei territori, allora poco battuti, privi di strade e di mappe, della Galizia, delle Isole Canarie, dei Pirenei spagnoli e francesi, della valle d'Aspe, nel Bedous.
Negli anni Cinquanta e Sessanta insegnò all'Ecole Normale d'Instituteurs di Lescar, che preparava i futuri maestri, segnandoli dalla sua forte personalità e mettendo a profitto la vicinanza della campagna bearnese e pirenaica per proseguire le sue esperienze ecologiche.
Charbonneau denunciò il dominio dell'economia e dello sviluppo, indifferente ai danni provocati nell'ambiente, essendo così un pioniere dell'ecologia politica, e cercando di concepire forme alternative di organizzazione sociale, nello spirito dell'amore per la natura e di un umanesimo che vede nell'incontrollato sviluppo industriale una minaccia per la natura e per la stessa libertà dell'uomo.

## Opere

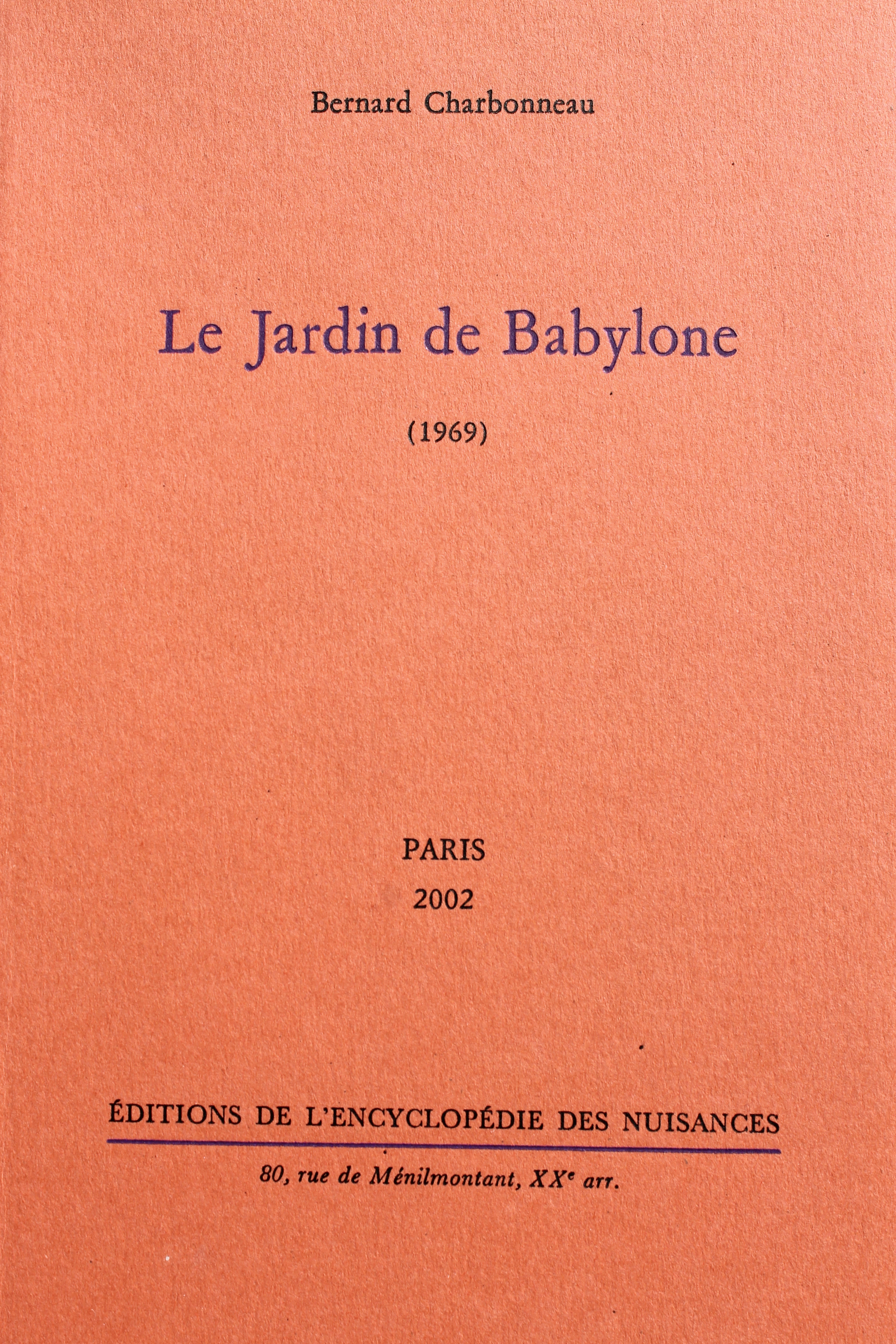
Le Jardin de Babylone

- Teilhard de Chardin, prophète d'un âge totalitaire, 1963
- Le Paradoxe de la culture, 1965
- Célébration du coq, 1966
- Dimanche et lundi, 1966
- L'Hommauto, 1966
- Le Jardin de Babylone, 1969, (2002); Il Giardino di Babilonia, Edizioni degli animali, Milano 2022 (Traduzione italiana di Simona Mambrini, a cura di Daniel Cérézuelle, prefazione di Goffredo Fofi, postfazione di Serge Latouche).
- La Fin du paysage, 1972
- Le Système et le chaos. Critique du développement exponentiel, 1973
- Tristes campagnes, 1973
- Notre table rase, 1974
- Le Feu vert, 1980
- Je fus, 1980
- Une seconde nature, 1981
- L'État, 1987
- Le Système et le chaos, 1990
- Nuit et jour, 1991
- Sauver nos régions, 1991
- Il court, il court le fric ..., 1996
- Un Festin pour Tantale, 1997
- Bien aimer sa maman, 2006